# Andrew Jean-Baptiste
Andrew Jean-Baptiste (Brooklyn, 16 juni 1992) is een Amerikaans betaald voetballer die bij voorkeur als verdediger speelt. Hij verruilde in 2015 Chivas USA voor New York Red Bulls. 

## Clubcarrière
Jean-Baptiste werd als achtste gekozen in de MLS SuperDraft 2012 door Portland Timbers. Op 13 maart 2012 maakte hij tegen de Philadelphia Union zijn debuut voor Portland. In diezelfde wedstrijd maakte hij op aangeven van Jack Jewsbury ook zijn eerste doelpunt. Later in het seizoen werd hij verhuurd aan de Los Angeles Blues waar hij acht wedstrijden speelde. In zijn tweede jaar bij Portland werd hij basisspeler en speelde hij in zesentwintig competitiewedstrijden waarvan tweeëntwintig in de basis.
Op 12 december 2013 werd hij inruil voor Jorge Villafaña naar Chivas USA gestuurd. Bij Chivas speelde hij in één seizoen in tien competitiewedstrijden. Hij miste twee maanden van het seizoen door een blessure. Op 27 januari 2015 tekende hij bij New York Red Bulls